# Tímea Kiss
Tímea Kiss, född 19 januari 1973, är en ungersk bågskytt. Hon deltog vid olympiska sommarspelen 1992 och 1996.